# 艾恩維爾 (肯塔基州)
艾恩維爾（英語：Ironville）是位於美國肯塔基州博伊德縣的一個人口普查指定地區。

## 人口
根據2020年美國人口普查的數據，艾恩維爾的面積為2.02平方千米，當中陸地面積為2.02平方千米，而水域面積為0.00平方千米。當地共有人口782人，而人口密度為每平方千米387.13人。